# Serie B 1991/92
De Serie B 1991/92 was de 60ste editie van de strijd op het tweede niveau van het Italiaanse profvoetbal. Er namen in totaal twintig teams deel aan de competitie, waarvan vier gepromoveerde uit de Serie C (Casertana, US Palermo, Piacenza en Venezia) en vier gedegradeerde uit de Serie A (Bologna, AC Cesena, US Lecce en Pisa). De competitie begon op 1 september 1991 en eindigde op 14 juni 1992. Topscorer werd Maurizio Ganz van kampioen Brescia met 19 treffers. In de 360 gespeelde wedstrijden in de reguliere competitie werd in totaal 740 keer gescoord, goed voor een gemiddelde van 1,95 doelpunt per wedstrijd.

## Eindstand
| №  | Club        | WG | W  | G  | V  | DV | DT | +/– | Punten |
| -- | ----------- | -- | -- | -- | -- | -- | -- | --- | ------ |
| 1  | Brescia     | 38 | 14 | 21 | 3  | 54 | 31 | +23 | 49     |
| 2  | Pescara     | 38 | 15 | 16 | 7  | 58 | 43 | +15 | 46     |
| 3  | AC Ancona   | 38 | 12 | 21 | 5  | 36 | 27 | +9  | 45     |
| 4  | Udinese     | 38 | 13 | 18 | 7  | 41 | 33 | +8  | 44     |
| 5  | Cosenza     | 38 | 13 | 16 | 9  | 39 | 36 | +3  | 42     |
| 6  | Pisa        | 38 | 12 | 15 | 11 | 40 | 36 | +4  | 39     |
| 7  | Reggiana    | 38 | 11 | 16 | 11 | 33 | 32 | +1  | 38     |
| 8  | Cesena      | 38 | 10 | 17 | 11 | 38 | 33 | +5  | 37     |
| 9  | Lucchese    | 38 | 8  | 21 | 9  | 34 | 34 | 0   | 37     |
| 10 | Lecce       | 38 | 12 | 13 | 13 | 35 | 38 | –3  | 37     |
| 11 | Piacenza    | 38 | 11 | 14 | 13 | 37 | 39 | –2  | 36     |
| 12 | Padova      | 38 | 8  | 20 | 10 | 30 | 32 | –2  | 36     |
| 13 | Bologna     | 38 | 12 | 12 | 14 | 37 | 41 | –4  | 36     |
| 14 | Modena      | 38 | 11 | 14 | 13 | 33 | 41 | –8  | 36     |
| 15 | Venezia     | 38 | 7  | 21 | 10 | 33 | 36 | –3  | 35     |
| 16 | Taranto     | 38 | 9  | 17 | 12 | 26 | 34 | –8  | 35     |
| 17 | Casertana   | 38 | 8  | 19 | 11 | 31 | 40 | –9  | 35     |
| 18 | US Palermo  | 38 | 11 | 13 | 14 | 41 | 43 | –2  | 35     |
| 19 | FC Messina  | 38 | 10 | 13 | 15 | 31 | 38 | –7  | 33     |
| 20 | US Avellino | 38 | 8  | 13 | 17 | 33 | 53 | –20 | 29     |

## Play-offs

### Degradatie
|         |                                            |       |                    |                                                                                        |
| 20 juni | Taranto                                    | 2 – 1 | Casertana          | Stadio Cino e Lillo Del Duca, Ascoli Toeschouwers: ?? Scheidsrechter: Angelo Amendolia |
| 20 juni | Francesco Turrini 37' Salvatore Fresta 95' |       | 67' Benito Carbone | Stadio Cino e Lillo Del Duca, Ascoli Toeschouwers: ?? Scheidsrechter: Angelo Amendolia |

## Statistieken

### Topscorers
- In onderstaand overzicht zijn alleen de spelers opgenomen met elf of meer treffers achter hun naam.

| № | Naam speler          | Club      | Goals | Pen | Duels | Gem |
| - | -------------------- | --------- | ----- | --- | ----- | --- |
| 1 | Maurizio Ganz        | Brescia   | 19    | 3   | 36    |     |
| 2 | Antonio De Vitis     | Piacenza  | 17    | 3   | 36    |     |
| 3 | Salvatore Campilongo | Casertana | 15    | 1   | 33    |     |
| 4 | Lorenzo Scarafoni    | Pisa      | 13    | 5   | 36    |     |
| 5 | Fabrizio Provitali   | Modena    | 12    | 6   | 33    |     |
| 6 | Edy Bivi             | Pescara   | 12    | 3   | 37    |     |
| 7 | Abel Balbo           | Udinese   | 11    | 2   | 37    |     |

### Meeste speelminuten
| Naam                  | Club(s) | Duels | Min.  | Werd in het veld gebracht | Werd van het veld gehaald |
| --------------------- | ------- | ----- | ----- | ------------------------- | ------------------------- |
| Adriano Bonaiuti      | Padova  | 38    | 3.420 | 0                         | 0                         |
| Giuseppe Taglialatela | Palermo | 38    | 3.420 | 0                         | 0                         |